# Rudi Scheuermann

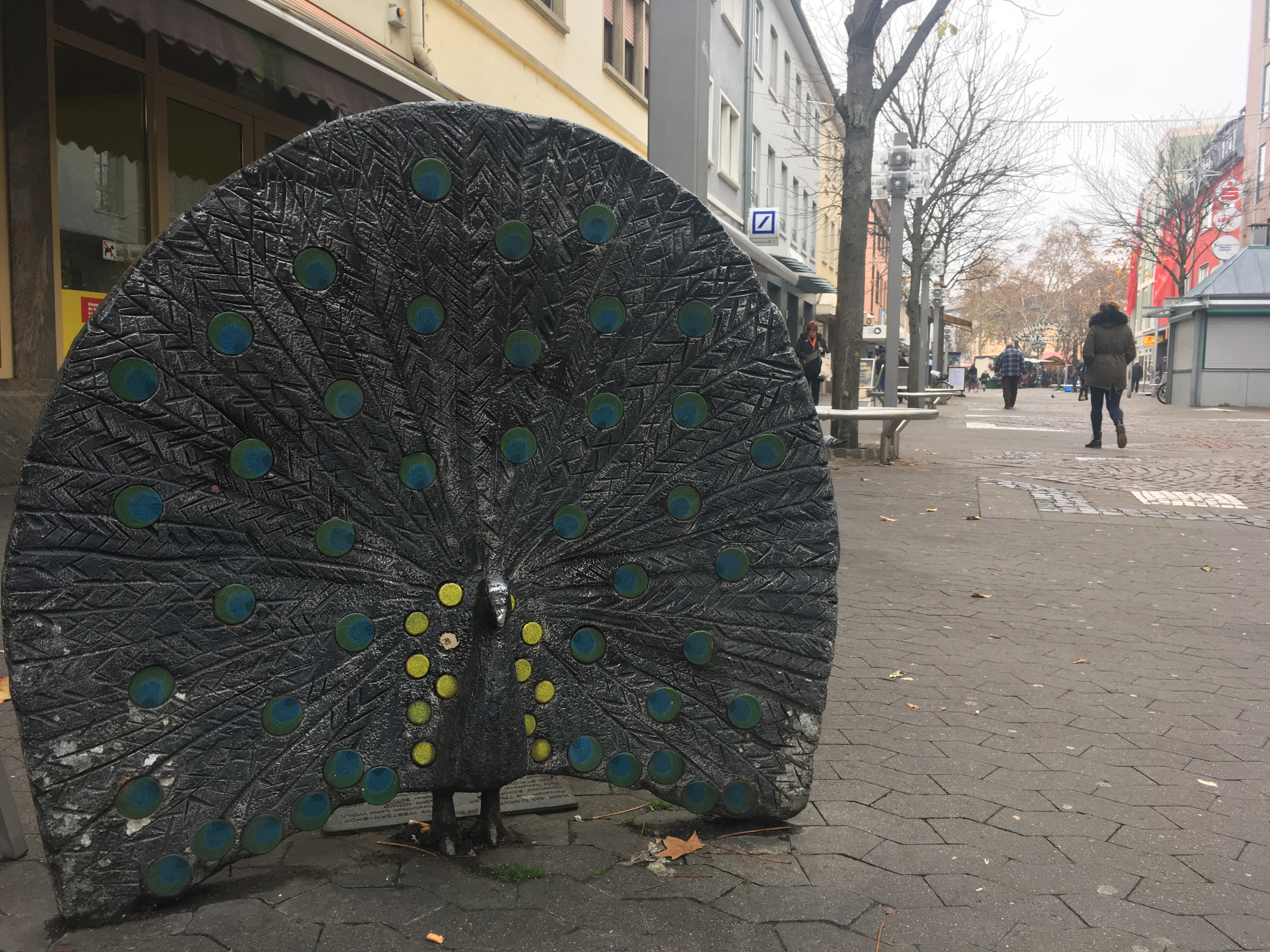
Pfau Fußgängerzone Frankenthal

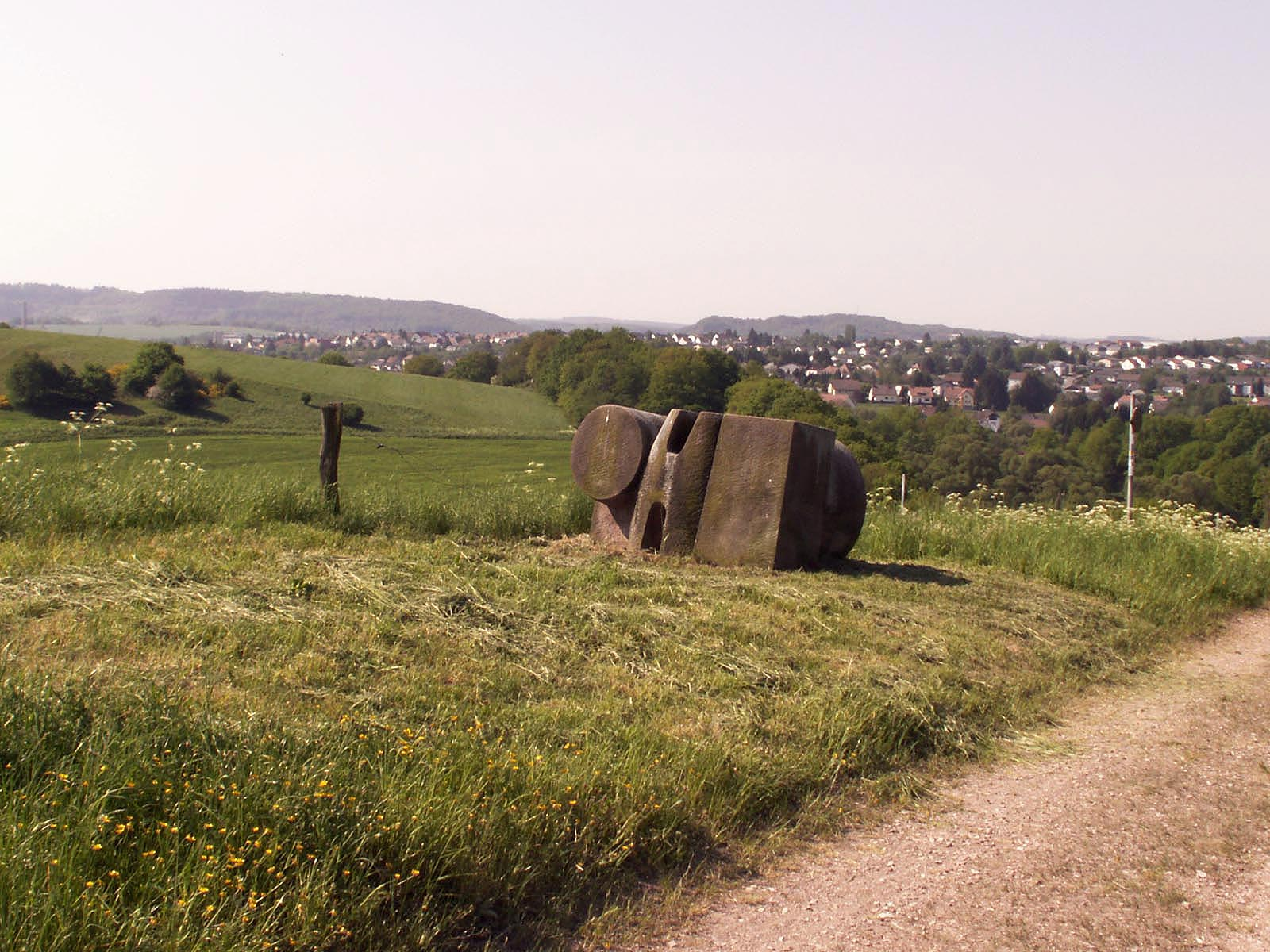
Komposition mit stereogeometrischen Elementen (1971) – Straße der Skulpturen (St. Wendel)

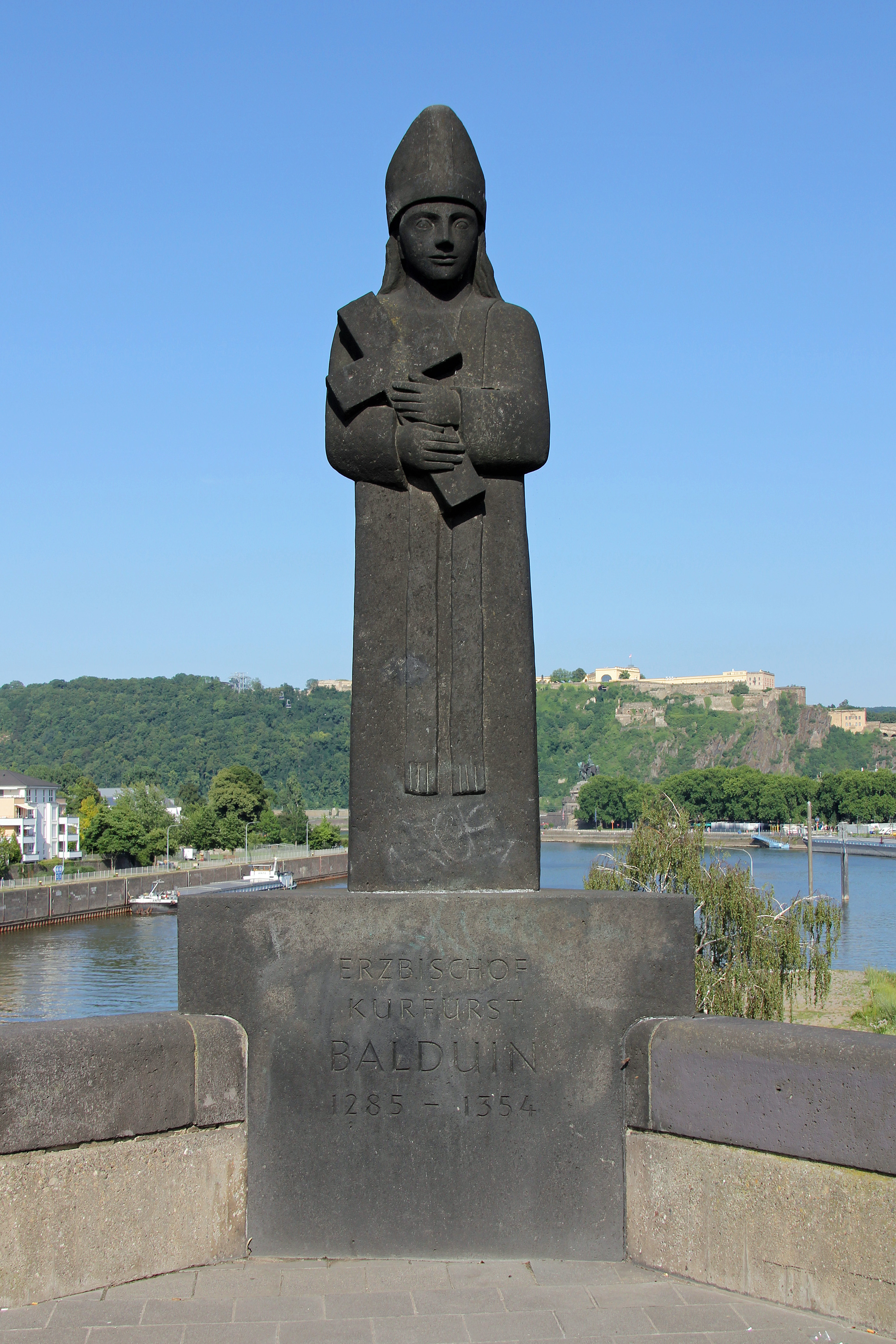
Steinfigur des Kurfürsten Balduin von Luxemburg auf der Balduinbrücke in Koblenz

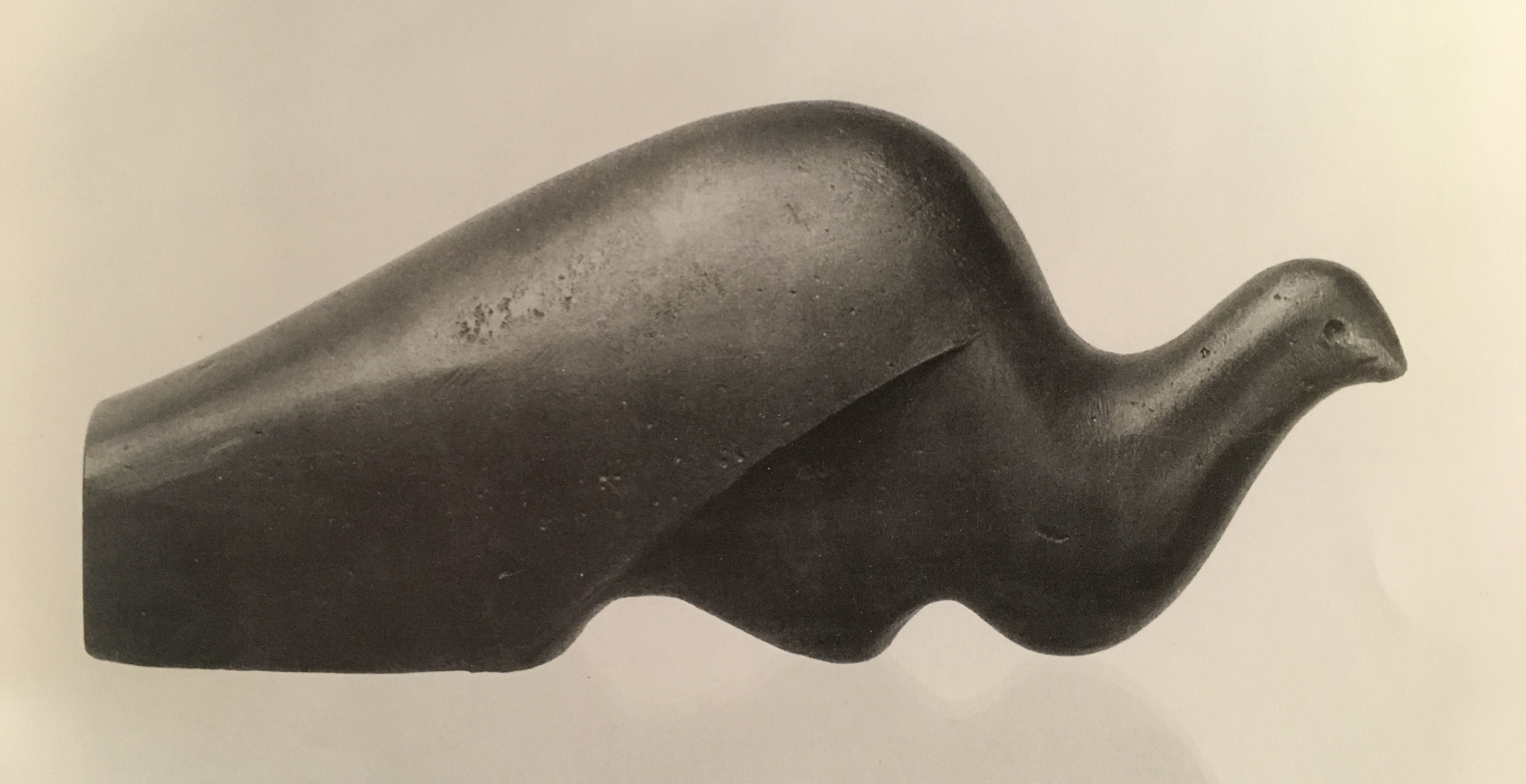
Liegender Pfau, Bronze, 1976

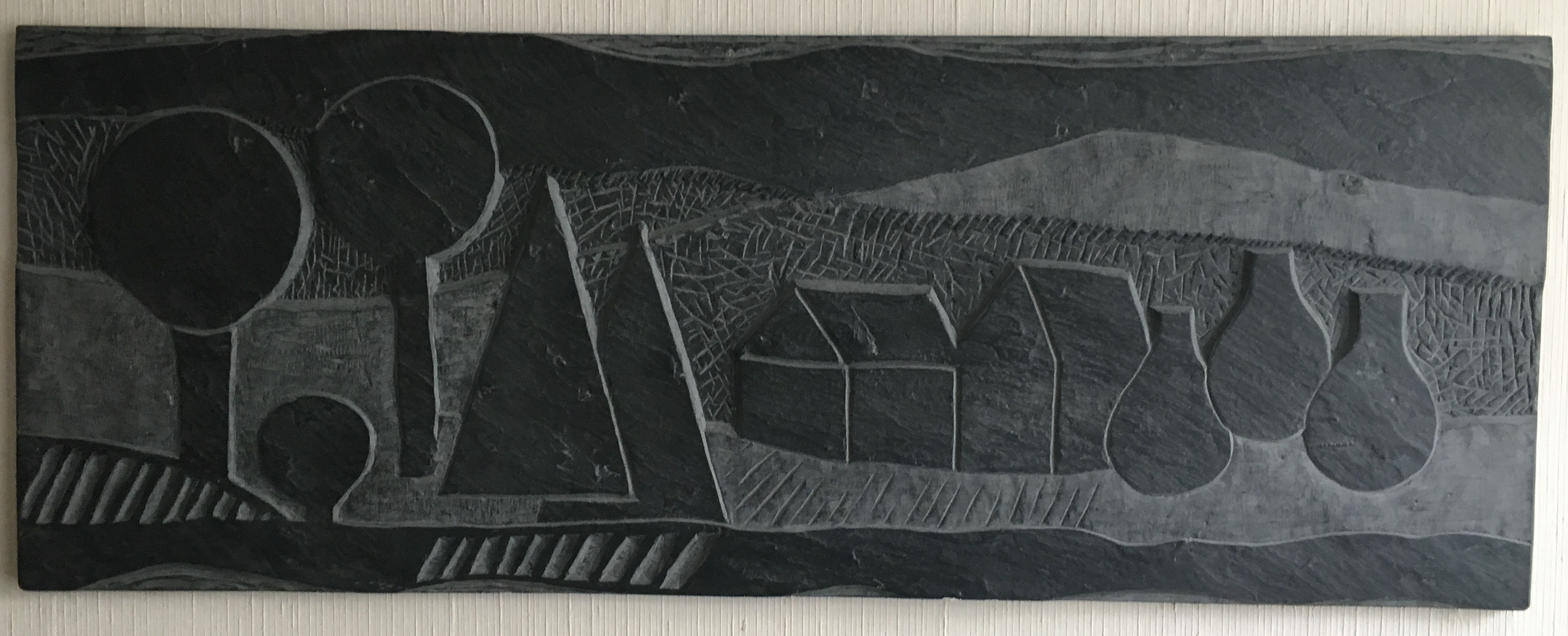
Landschaft, Schiefer, 180 × 60 cm, in Privatbesitz

Rudi Scheuermann (* 25. September 1929 in Neustadt an der Haardt; † 10. März 2016 in Koblenz) war  ein deutscher Bildhauer.

## Leben und Beruf

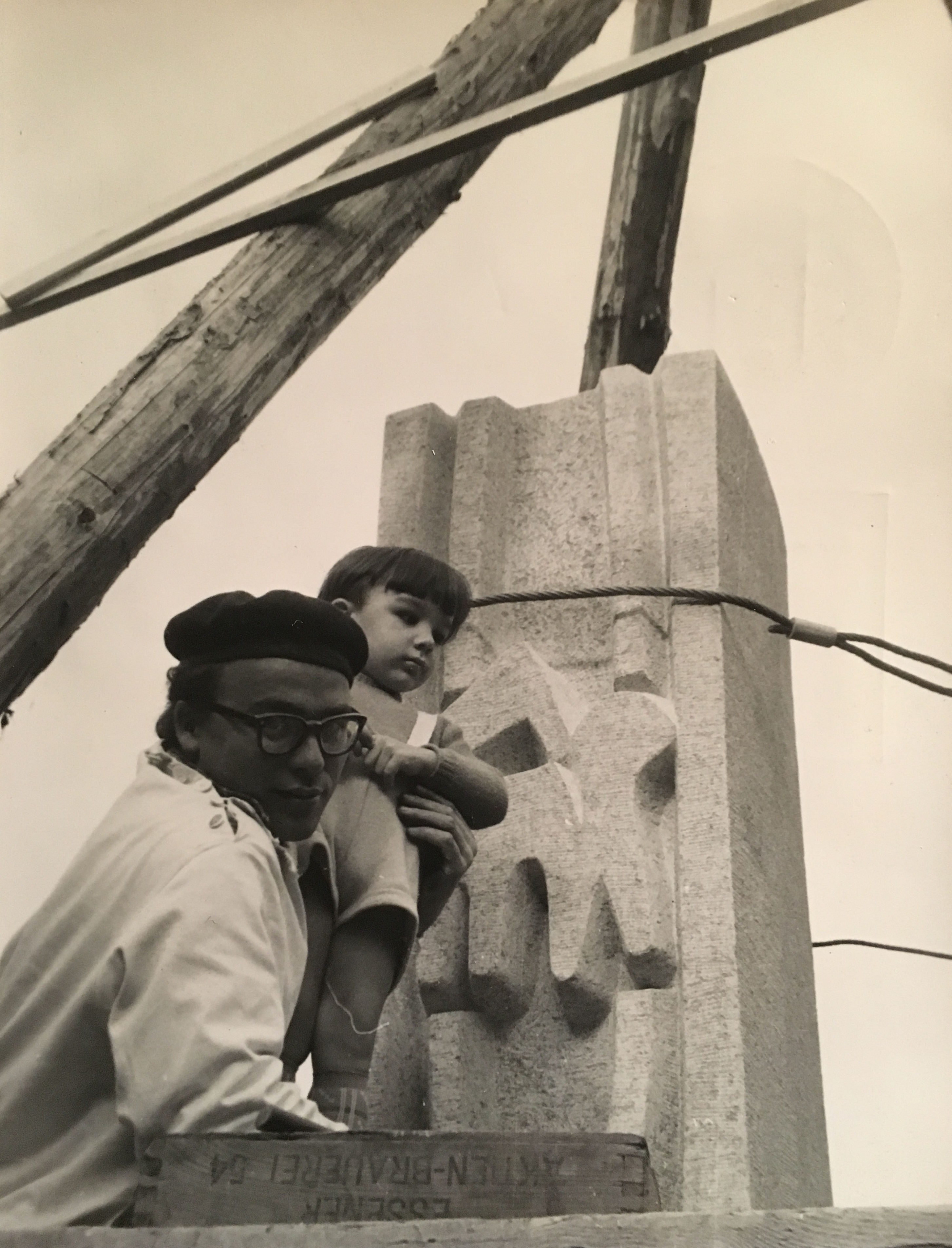
Rudi Scheuermann etwa 1960

Rudi Scheuermann wurde in eine Steinmetzfamilie hineingeboren, er hatte sechs Geschwister, der Vater war Steinmetz. Nach einer Steinmetzlehre von 1944 bis 1948 in Frankenthal und Ludwigshafen besuchte er von 1949 bis 1954 die Landeskunstschule in Mainz. Dort legte er sein Staatsexamen ab und war Meisterschüler. Im Jahr 1955 besuchte er die Hochschule für bildende Künste in München. Freie Studien in der Schweiz und in Frankreich folgten. Von 1956 bis 1958 belegte er ein Atelier-Stipendium des Mainzer Kultusministeriums in Koblenz, wo er seither (im Stadtteil Rübenach) als freiberuflicher Künstler lebte und arbeitete. 1960 nahm er an der Internationalen Sommerakademie für Bildende Kunst in Salzburg und 1972 an einem Internationalen Bildhauer-Symposium in Rom teil. Rudi Scheuermann starb am 10. März 2016 in Koblenz.
Bildhauerei war für Rudi Scheuermann innere Lebensnotwendigkeit: „Bildhauerei ist für mich eine so faszinierende, wenn auch schwierige und langsame Sache, dass ich sie niemals nach Feierabend machen könnte. Hobby und Kunst schließen sich nach meiner festen Überzeugung gegenseitig völlig aus. Ist es Hobby, ist es keine Kunst; ist es aber Kunst, kann es niemals ein Hobby sein. Etwa die Bildhauerei als Hobby betreiben? Welcher normale Mensch betreibt denn ein Hobby, das aus 90 Prozent Staub, Dreck, Lärm, Misserfolg, Ärger mit der Kunstpolitik, Ärger mit den Medien, manchmal auch aus Not und Verzweiflung besteht?“ (Rudi Scheuermann 2005)

## Werke
Erste Ausstellungsbeteiligungen gab es in den späten 1950er Jahren in Kaiserslautern (Pfalzgalerie), Mannheim (Kunsthalle), Koblenz (AKM) und Gorizia, Italien (Biennale der Jugend). Sein erster staatlicher Auftrag war 1957 die Gestaltung des Brunnens im Justizgebäude Koblenz. Seither schuf er zahlreiche Kunstwerke im öffentlichen Raum u. a. in Neuwied, Oberwesel (Skulpturenpark), Koblenz (1967: Rekonstruktion der Figuren über dem Portal des ehemaligen Dominikanerklosters, 1975: Balduin-Denkmal auf der Balduinbrücke, 1978: Rittersturz-Denkmal, und einige Brunnen). 1967 stellte er zum ersten Mal seine Werke in einer Einzelausstellung in der Galerie Teufel in Koblenz vor. In den Jahren 1970 bis 1972 nahm er an drei „Internationalen Bildhauer-Symposien“ in Kaiserslautern, im Saarland (Straße der Skulpturen (St. Wendel)) und in Rom/Tivoli teil.

### Skulpturen im Bereich Architektur und Landschaft (Auszug)
- 1957 Koblenz, Hauptjustizgebäude, Brunnen (Marmor)
- 1958 Kaiserslautern, Aufbaugymnasium, Brunnen (Muschelkalk)
- 1960 Lahnstein, Ehrenmal, Stele (Trachyt)
- 1961 Koblenz, Landespolizeischule, Brunnen (Bronze)
- 1964 Trier, Finanzamt, Freiplastik (Marmor)
- 1973 Koblenz, Berufsbildende Schulen, Doppel-Skulptur (Sandstein)
- 1974 Mainz, Uniklinik, Brunnen (Granit)
- 1975 Andernach, Landesnervenklinik, Skulpturblock (Bronze)
- 1975 Ahrweiler, Hauptschule, Kletterplastik (Basalt)
- 1975 Koblenz, Baldiunbrücke, Brückenskulptur (Basalt)
- 1975 Koblenz, Drei Koblenzer Heimatdichter an der Hofseite des Rathauses
- 1976 Neuwied, Kaufmännische Schulen, Freiplastik (Sandstein)
- 1977 Koblenz, Rittersturz, Denkmal (Basalt)
- 1979 Andernach, Schulzentrum, Torskulptur (Sandstein)
- 1979 Neuwied, Landesblindenheim, Tastskulptur (Marmor)
- 1979–1982 Hagenbuch am Steinhuder Meer, Gestaltung Wohnhaus Familie Fleischut (20 Objekte)
- 1983 Linz, Krankenhaus, Reliefstele (Trachyt)
- 1986 Grundschule Windhagen, Tiergruppe (Trachyt)
- 1987 Bad Kreuznach, Diskonie, Brunnen (Granit)
- 1989 Koblenz, Beethoven-Gedenkstätte, Kopf (Bronze)
- 1990 Duisburg, Autobus-Depot, Reliefstele (Basalt)
- 1991 Langen, Lutherplatz, Brunnen und Buch (Granit)
- 1994 Ingelheim, Kindertagesstätte, große Spielplastik
- 1996 Neuwied, Gehörlosenschule, sechs Skulpturen; Oberwesel. Skulpturenpark
- 1996 Linz, Gymnasium, Skulptur (Basalt)
- 1999 Koblenz, Fachhochschule, Scheibenstele Granit (440 cm)
- 2001 Im "rheinischen Westerwald" Steinskulpturen in Basalt und Trachyt

## Auszeichnungen
- 1964: Förderpreis der Landesregierung von Rheinland-Pfalz
- 1973: Kaiser-Lothar-Preis der Europäischen Vereinigung Bildender Künstler aus Eifel und Ardennen (EVBK)

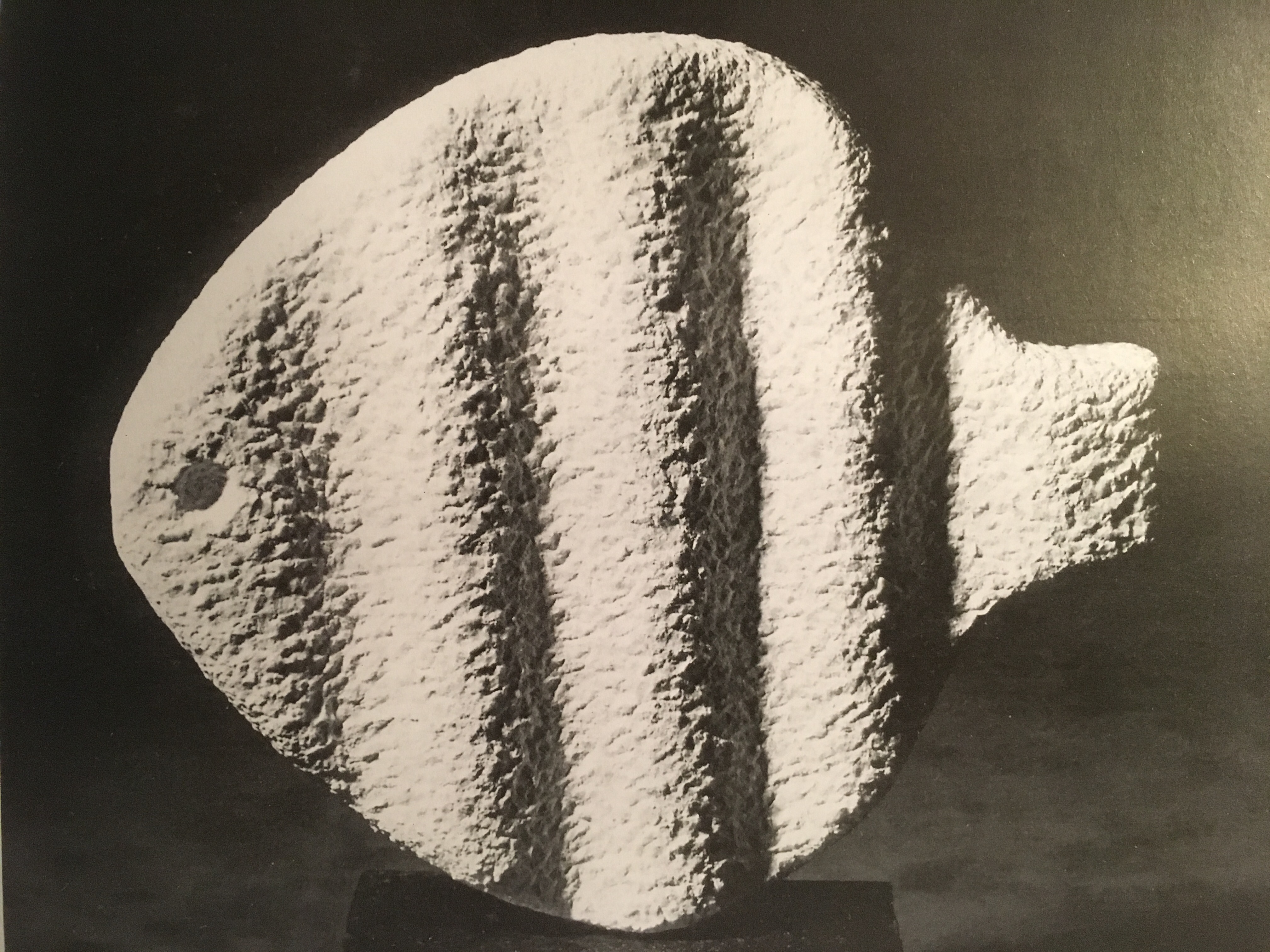
Fisch, Marmor, 1990

- Fisch, Marmor, 19901982: Kunstpreises der Stadt Ludwigshafen für Bildhauerei
- 1984: Staatspreis Rheinland-Pfalz (Kunst und Architektur)
- 1993: Hanns-Sprung-Preis der AKM